# São José do Brejo do Cruz
São José do Brejo do Cruz is een gemeente in de Braziliaanse deelstaat Paraíba. De gemeente telt 1.707 inwoners (schatting 2009).